# Boiling Point 2012
O Boiling Point 2012 foi a primeira edição do pay-per-view, realizado em 11 de agosto de 2012 em Providence, Rhode Island. Tivemos pelo evento principal uma Anything Goes Match pelo ROH World Championship entre o então campeão Kevin Steen e o desafiante Eddie Kingston.

## Resultados
| No.                                         | Resultados                                                                                    | Estipulação                                                  | Tempo        |
| ------------------------------------------- | --------------------------------------------------------------------------------------------- | ------------------------------------------------------------ | ------------ |
| Dark match                                  | The Bravado Brothers (Harlem Bravado e Lancelot Bravado) derrotaram Jorge Santi e Mike Sydal  | Luta de duplas                                               | Desconhecido |
| 1                                           | Roderick Strong (c/ Truth Martini) derrotou Mike Mondo                                        | Luta simples                                                 | 12:39        |
| 2                                           | Q.T. Marshall derrotou Matt Taven, Antonio Thomas e Vinny Marseglia                           | Four Corner Survival match por um contrato                   | 11:00        |
| 3                                           | Adam Cole derrotou Bob Evans                                                                  | Proving Ground                                               | 10:02        |
| 4                                           | Charlie Haas derrotou Michael Elgin (c/ Truth Martini)                                        | Luta simples                                                 | 14:41        |
| 5                                           | The Briscoe Brothers (Jay and Mark Briscoe) derrotaram S.C.U.M. (Jimmy Jacobs e Steve Corino) | Tag Team War                                                 | 12:45        |
| 6                                           | Jay Lethal derrotou Tommaso Ciampa (c/ R.D. Evans) (2-1)                                      | 2-out-3 falls match                                          | 15:14        |
| 7                                           | Eddie Edwards e Sara Del Rey derrotaram Mike Bennett e Maria Kanellis (c/ Brutal Bob Evans)   | Luta de duplas mixada                                        | 13:06        |
| 8                                           | Kevin Steen (c) derrotou Eddie Kingston                                                       | Luta "Vale-Tudo" (Anything Goes) pelo ROH World Championship | 18:46        |
| (c) – refere-se ao campeão antes do combate |                                                                                               |                                                              |              |